# Ste-Catherine (Apt)

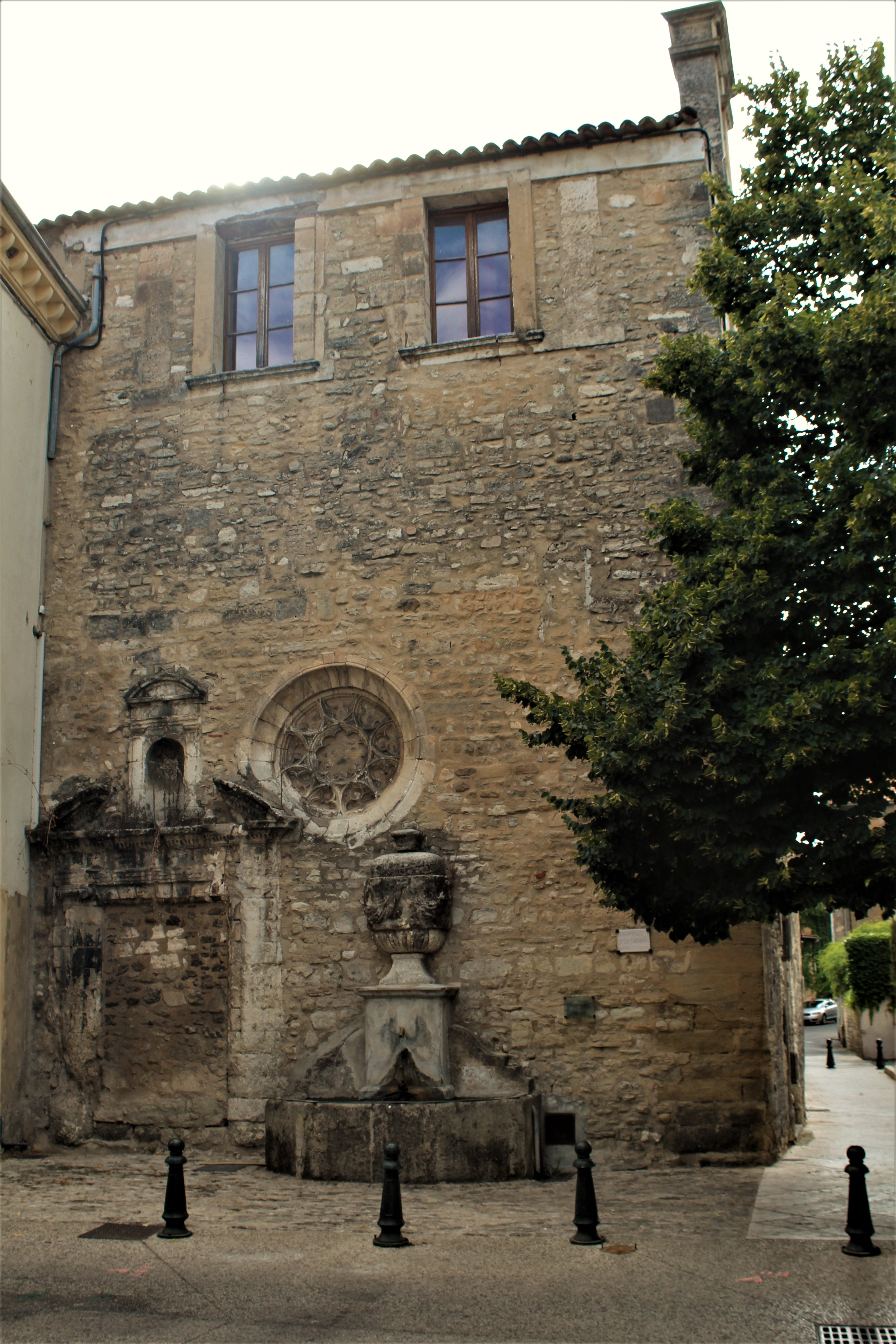
Ste-Catherine. Ostwand mit gotischer Fensterrose und zugesetztem Portal.

Die Kapelle Ste-Catherine ist ein Kirchengebäude der Vereinigten Protestantischen Kirche Frankreichs in Apt (Département Vaucluse) in Frankreich. Seit 1984 Monument historique, wird sie wegen des schlechten baulichen Zustandes (Stand 2024) nicht genutzt. Die evangelische Gemeinde hat derzeit Gastrecht in einer katholischen Kapelle.

## Geschichte
Eine erste Kapelle St-Catherine wurde im 14. Jahrhundert durch den Katharinenorden errichtet. Sie wurde im 17. Jahrhundert unter Verwendung der gotischen Fensterrose aus dem Vorgängerbau in der Ostwand neu aufgeführt. Der Chor ist nicht geostet, sondern nach Süden ausgerichtet. Die Kapelle besitzt im Inneren eine reiche Barockausstattung.
Nachdem sie zeitweise als Archäologisches Museum von Apt gedient hatte, wurde die Kapelle den Reformierten überwiesen. Sie bildet einen Komplex mit dem Hospital St-Castor, das ein Kino beherbergt. Die Kirchengemeinde nutzt die Kapelle des Collège Jeanne d’Arc in Apt für ihre Gottesdienste.